# Кононенко Іларіон Пилипович
Іларіо́н Пили́пович Кононе́нко (15 (28) березня 1900, село Стехівка Полтавської губернії, тепер село Грабинівка Полтавського району Полтавської області — 12 січня 1972, місто Харків) — український радянський діяч, лікар-невролог, народний комісар охорони здоров'я Української РСР у 1944–1947 р.р. Депутат Верховної Ради УРСР 2-го скликання. Кандидат медичних наук (1946).

## Життєпис
Народився 15 березня 1900 року у селі Стехівка у родині мельника-вальцювальника. Початкову освіту здобув у церковно-парафіяльній школі. Трудову діяльність розпочав наймитом у панському маєтку. З 1917 по 1926 рік працював машиністом електроводоканалу в Полтаві. Член ВКП(б) з 1925 року.
У 1925 році був обраний членом президії Полтавської окружної ради професійних спілок. Одночасно працював головою окружної каси страхування.
Одержав середню освіту у вечірньому університеті. У 1930 році як відмінника навчання зараховують у Харківський медичний інститут (ХМІ) на психоневрологічний факультет, який був реорганізований в інститут психоневрологічних кадрів (1932 рік). Обирався секретарем партійного бюро, згодом головою загальноінститутського студентського профкому. У лютому 1935 закінчив Харківський інститут психоневрологічних кадрів , .
У 1935—1936 роках — завідувач Полтавського міського відділу охорони здоров'я.
У 1936—1938 роках — завідувач Вінницького обласного відділу охорони здоров'я.
У 1938—1941 роках — директор Вінницького медичного інституту, одночасно викладав неврологію.
Під час німецько-радянської війни з 1941 по 1942 рік — у Червоній армії: начальник госпіталю № 3396 фронтового евакуаційного пункту № 165 Калінінського фронту, який дислокувався у містах Полтаві та Іваново.
З 30 жовтня 1942 по 1944 рік — директор Івановського медичного інституту в РРФСР; завідувач Івановського обласного відділу охорони здоров'я.
21 березня 1944 — березень 1947 року — народний комісар (міністр) охорони здоров'я Української РСР. На цій посаді він почав відбудовувати медичні установи після війни, налагоджувати зв’язки з організаторами охорони здоров’я – досвідченими харківськими професорами О.І. Мещаніновим, М.М. Соловйовим, М.М. Левіним, В.О. Бєлоусовим, О.М. Марзєєвим, І.І. Грищенком та іншими. У Харкові І.П. Кононенко сприяв створенню інституту для лікування і протезування поранених, який очолив О. П. Котов .
Вивчав питання клінічної неврології під керівництвом професора Д.І. Панченко. У 1946 році захистив кандидатську дисертацію, отримав звання доцента спеціальності «Нервові хвороби» .
У 1947—1949 роках — директор клініки Львівського медичного інституту. У Львові сприяв організації інституту переливання крові.
У 1949—1959 роках — директор Харківського медичного інституту, одночасно — доцент кафедри нервових хвороб. 
Кононенко брав активну участь у створенні клініки дитячої неврології у Харківській обласній клінічній лікарні, яка відкрилася у 1953 р. У цьому році в ХМІ була відкрита кафедра дитячої неврології .
Помер 12 січня 1972 року (Харків), похований на міському кладовищі № 2.

## Наукова та педагогічна робота
Вивчав питання дитячої неврології, основні нервові процеси у дітей з ураженням нервової системи. 
Велику увагу приділяв підготовці наукових педагогічних кадрів. Під його керівництвом захищено 167 дисертаційних робіт, з них 17 докторських. З 1951 року почали навчатися іноземні студенти. У 1956 році було організовано вечірнє відділення при ХМІ. Під час керівництва І.П. Кононенка в Харківському медичному інституті проводилась велика робота по зміцненню та розширенню його матеріально-технічної бази. Відбудували корпус студентського гуртожитку (вул. Пушкінська, 106), добудовано морфологічний корпус інституту площею 14 000 кв. м. (просп. Леніна, 4, нині – проспект Науки), де розмістилися теоретичні кафедри . Також лікар працював доцентом на кафедрі нервових хвороб у ХМІ. 
У лабораторії кафедри дитячої неврології, де працював вчений, створювалися нові лікувальні препарати (водні та олійні розчини, настоянки), активно використовувалися продукти бджільництва . Кононенко І.П. є співавтором препарату «Мелісин» для лікування нервових захворювань, виготовленого з бджолиної отрути. В 1958 році виступив з науковим повідомленням стосовно цієї роботи на V Міжнародному конгресі з бджолярства у Римі  .
Неодноразово обирався депутатом Дзержинської районної Ради депутатів трудящих міста Харкова, членом Харківського наукового медичного товариства.

## Звання
- військовий лікар 2-го рангу

## Нагороди
- орден Трудового Червоного Прапора
- орден Червоної Зірки (17.06.1942)
- медалі